# Stora Åsmund
Stora Åsmund är en sjö i Skinnskattebergs kommun i Västmanland och ingår i Norrströms huvudavrinningsområde. Sjön är 4,5 meter djup, har en yta på 0,303 kvadratkilometer och befinner sig 102 meter över havet.

## Delavrinningsområde
Stora Åsmund ingår i det delavrinningsområde (661995-149589) som SMHI kallar för Utloppet av Åndern. Medelhöjden är 96 meter över havet och ytan är 22,2 kvadratkilometer. Räknas de 38 avrinningsområdena uppströms in blir den ackumulerade arean 582,35 kvadratkilometer. Hedströmmen som avvattnar avrinningsområdet har biflödesordning 3, vilket innebär att vattnet flödar genom totalt 3 vattendrag innan det når havet efter 178 kilometer. Avrinningsområdet består mestadels av skog (66 procent) och sankmarker (12 procent). Avrinningsområdet har 1,18 kvadratkilometer vattenytor vilket ger det en sjöprocent på 5,3 procent. Bebyggelsen i området täcker en yta av 0,4 kvadratkilometer eller 2 procent av avrinningsområdet.